# Юлалія Тауншип (округ Поттер, Пенсільванія)
Юлалія Тауншип (англ. Eulalia Township) — селище (англ. township) в США, в окрузі Поттер штату Пенсільванія. Населення — 909 осіб (2020).

## Демографія
Згідно з переписом 2010 року, у селищі мешкало 889 осіб у 303 домогосподарствах у складі 218 родин. Було 433 помешкання
Расовий склад населення:
| - 97,5 % — білих - 1,5 % — азіатів - 0,1 % — чорних або афроамериканців |

До двох чи більше рас належало 0,9 %. Частка іспаномовних становила 0,2 % від усіх жителів.
За віковим діапазоном населення розподілялося таким чином: 20,2 % — особи молодші 18 років, 54,5 % — особи у віці 18—64 років, 25,3 % — особи у віці 65 років та старші. Медіана віку мешканця становила 49,6 року. На 100 осіб жіночої статі у селищі припадало 86,8 чоловіків;  на 100 жінок у віці від 18 років та старших — 84,2 чоловіків також старших 18 років.
Середній дохід на одне домашнє господарство  становив 72 181 долар США (медіана — 49 750), а середній дохід на одну сім'ю — 89 179 доларів (медіана — 66 000). За межею бідності перебувало 3,7 % осіб, у тому числі 3,1 % дітей у віці до 18 років та 0,0 % осіб у віці 65 років та старших.
Цивільне працевлаштоване населення становило 402 особи. Основні галузі зайнятості: освіта, охорона здоров'я та соціальна допомога — 37,6 %, роздрібна торгівля — 14,7 %, мистецтво, розваги та відпочинок — 9,2 %, виробництво — 8,2 %.